# Медоу-Віста (Каліфорнія)
Медоу-Віста (англ. Meadow Vista) — переписна місцевість (CDP) в США, в окрузі Пласер штату Каліфорнія. Населення — 3263 особи (2020).

## Географія
Медоу-Віста розташований за координатами 39°0′5″ пн. ш. 121°1′43″ зх. д. / 39.00139° пн. ш. 121.02861° зх. д. (39.001490, -121.028590).  За даними Бюро перепису населення США в 2010 році переписна місцевість мала площу 14,08 км², з яких 13,68 км² — суходіл та 0,40 км² — водойми.

## Демографія
Згідно з переписом 2010 року, у переписній місцевості мешкало 3217 осіб у 1246 домогосподарствах у складі 954 родин. Густота населення становила 228 осіб/км².  Було 1339 помешкань (95/км²).
Расовий склад населення:
| - 93,8 % — білих - 1,1 % — азіатів - 0,7 % — корінних американців - 0,2 % — вихідців з тихоокеанських островів - 1,1 % — осіб інших рас |

До двох чи більше рас належало 3,2 %. Частка іспаномовних становила 5,3 % від усіх жителів.
За віковим діапазоном населення розподілялося таким чином: 20,5 % — особи молодші 18 років, 60,6 % — особи у віці 18—64 років, 18,9 % — особи у віці 65 років та старші. Медіана віку мешканця становила 48,3 року. На 100 осіб жіночої статі у переписній місцевості припадало 101,2 чоловіків;  на 100 жінок у віці від 18 років та старших — 97,9 чоловіків також старших 18 років.
Середній дохід на одне домашнє господарство  становив 97 176 доларів США (медіана — 77 228), а середній дохід на одну сім'ю — 107 774 долари (медіана — 87 464). За межею бідності перебувало 5,4 % осіб, у тому числі 0,0 % дітей у віці до 18 років та 10,8 % осіб у віці 65 років та старших.
Цивільне працевлаштоване населення становило 1405 осіб. Основні галузі зайнятості: освіта, охорона здоров'я та соціальна допомога — 21,1 %, будівництво — 10,2 %, науковці, спеціалісти, менеджери — 9,8 %.